# ألفارو راتون
ألفارو لوبيز راتون (29 يناير 1993) هو لاعب كرة قدم إسباني، يلعب كحارس مرمى لنادي ريال سرقسطة ب.

## روابط خارجية
- ألفارو راتون على موقع قاعدة بيانات كرة القدم.إي يو (الإنجليزية)
- ألفارو راتون على موقع Soccerway.com (الإنجليزية)
- ألفارو راتون على موقع AS.com (الإسبانية)